# Onkogen
Onkogeni su oni geni koji veoma snažno aktiviraju proces umnožavanja stanica tako da može nastati jedan tumor.  Tako dugo dok ti geni ne mutiraju odnosno sve dok obavljaju svoju funkciju u pravo vrijeme i u pravom obimu, nazivaju se protoonkogeni.
Mnogi od protoonkogena su slični genima virusa, te se čak pretpostavlja da je nekada tijekom evolucije virusnom infekcijom određeni virusni gen dospio u stanicu klijanja životinje. Takav gen je bio integriran u genom, te vjerojatno preuzeo značajne funkcije upravljanja stanične proliferacije zbog čega je opstao sve do danas. Virusi mogu ponovno preuzeti ove gene i prenijeti ih na druge organizme. U ovom trenutku već je poznato više od 50 protoonkogena koji mutacijama mogu postati onkogeni. Takve mutacije nastaju na posve različite načine: uz pomoć ionizirajućeg zračenja ili pak određenih kemijskih jedinjenja. Protoonkogeni se mogu aktivirati i integracijom nekih dijelova virus-DNK. Protoonkogeni se mogu i umnožavati i voditi ka tzv. gen-ampliflikacije. Pritom se događa da se pojavi i do tisuću protoonkogena. Te amplifikacije se na kromosomu prepoznaju kao tzv. "Double Minutes" (D.M.) ili  "Homogeneously Staining Regions" (HSR). Dok se D.M uočavaju kao brojni mali kromatinski partikli, dotle su HSR-područja karakteristična kao velika homogena obojena područja. Zbog enormnog uvećavanja broja genskih kopija pripadajući protein se može producirati u znatno većem obimu. To omogućava da se i bez promjena u genu – mutacije gena, dogodi značajno aktiviranje stanične proliferacije. Čini se da posebno tzv myc-protoonkogen teži amplificiranju. Uočene su npr. MYC-amplifikacije kod neuroblastoma, karcinoma pluća, a i nekim slučajevima leukemije [9,10]. Prelazak (pretvaranje) protoonkogena u onkogen događa se i prilikom translokacija u kromosomu. Tipičan primjer za to je 9/22-traslokacija (Filadelfija kromosom) koja se susreće kod kronične miolitske leukemije. Pri spomenutoj translokaciji jedan relativno veliki dio kromosoma 22 translocira se na kromosom 9. U zamjenu jedan relativno kratak dio kromosoma 9 bit će translociran na kromosom 22. U tom translociranom području je lokaliziran abl-protoonkogen koji će translokacijom biti integriran u kromosom 22. Tu se ABL-protoonkogen povezuje s BCR-genom čime nastaje jedan hibrid gen. Taj novi – hibrid gen će omogućiti gradnju hibrid proteina - tyrosinkineaze koja značajno pospješuje preloferaciju jednog tipa stanica koštane srži. 

## Onkogen i ostali tumor geni
U svakom organizmu su prisutni mnogobrojni geni koji upravljaju rastom stanice. Mnogi od njih su aktivni tijekom embriogeneze. Oni na primjer brinu o tome da se tijekom razvoja jednog višestaničnog organizma određene stanice u određenom trenutku počnu brže razmnožavati, te da izgrade jedan organ. Nakon toga takvi geni moraju više ili manje biti potpuno isključeni – neaktivirani kako bi se mogao ostvariti jedan organizirani rast i razvoj organizma. U jednom trenutku neka tkiva kojih ima više nego što je potrebno moraju biti ponovno razgrađena da bi mogle nastati kompleksne strukture (npr. prsti ruke). Za tako nešto su potrebni geni koji ograničavaju – inhibiraju rast stanica i omogućavaju čak u određenoj mjeri kontrolirano razmnožavanje stanica (tzv. apoptoza). Mnogi geni koji sudjeluju u staničnoj proliferaciji (umnožavanju), mogu u slučaju mutacija doprinijeti razvoju raka. Danas se razlikuju tri grupe tumora gena: onkogeni, tumor supresor geni i muttor geni.